# Psychoda sectiga
Psychoda sectiga és una espècie d'insecte dípter pertanyent a la família dels psicòdids.

## Descripció
- La femella fa 0,81-1,20 mm de llargària a les antenes (0,95-1,32 en el cas del mascle), mentre que les ales li mesuren 1,57-2,15 de longitud (1,42-1,90 en el mascle) i 0,62-0,87 d'amplada (0,60-0,82 en el mascle).
- Les antenes presenten 16 segments.[2]

## Distribució geogràfica
Es troba a Papua Nova Guinea.